# سيغريد روميرو
سيغريد روميرو (بالإسبانية: Sigrid Romero Duque)‏ هي نبالة كولومبية، ولدت في 22 مايو 1989 في مدينة كالي في كولومبيا.

## وصلات خارجية
- سيغريد روميرو على موقع أوليمبيديا (الإنجليزية)